# ورگز
ورگز (به فرانسوی: Vergèze) یک کامین در فرانسه است که در Canton of Rhôny-Vidourle واقع شده‌است.

## خصوصیات
ورگز ۱۰٫۱۶ کیلومترمربع مساحت و ۴٬۰۳۳ نفر جمعیت دارد و ۳۰ متر بالاتر از سطح دریا واقع شده‌است.